# Johannes Cincinnius

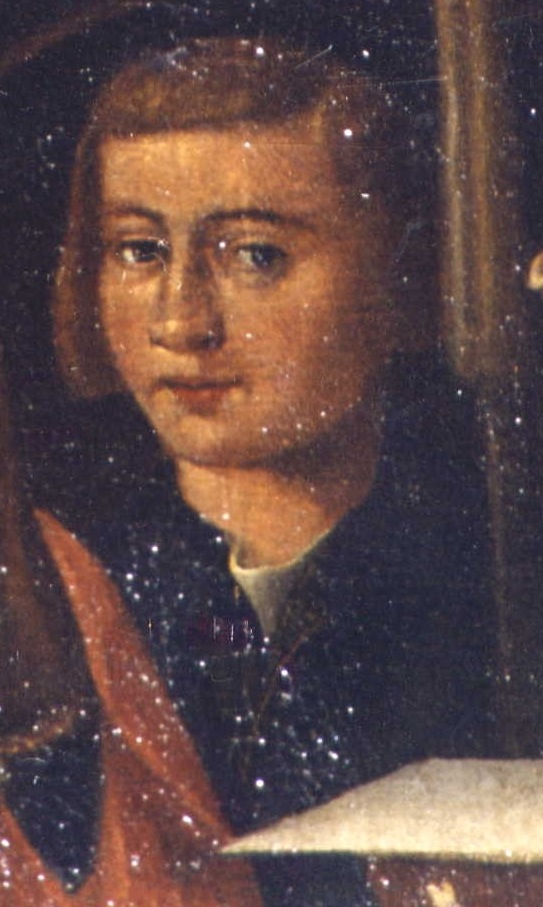
Johannes Cincinnius

Johannes Cincinnius (* um 1485 in Lippstadt als Johannes Kruyshaer; † 9. März 1555 in Essen-Werden) war ein westfälischer Humanist.

## Leben
Johannes Cincinnius besuchte das Gymnasium Paulinum in Münster, studierte in Köln und wurde 1505 Präbendar und Priester in der Reichsabtei Werden. Ferner lehrte er Latein, widmete sich der Astronomie und der Geometrie. Unter anderem verfasste er eine Lebensbeschreibung des Heiligen Liudger.
Er besaß eine Bibliothek von 157 Büchern, die zunächst an die Bibliothek der Abtei Werden ging. 153 sind noch an verschiedenen Standorten vorhanden. Eine Auswahl der in der Universitäts- und Landesbibliothek Düsseldorf nach deren Angaben vorhandenen 200 Titel ist digitalisiert. Durch seine Vermittlung dürfte die Bibliothek des Gisbert Longolius durch Ankauf unter Abt Hermann von Holten ebenfalls nach Werden gekommen sein.

## Werke (Auswahl)
- Van der niderlage drijer Legionen vn[d] meren Römische[n] krijgßfolcks/ mit jrem Capitaneo Quintilio Varo/ by tyden der gebort Christi/ vnd Julio Cesare/ vnd Octauiano Augusto/ gescheit in Westphalen/ tuschen den wateren der Emesen vnd der Lippen/ by den Retborge vnd jn der Delbruggen. - Cöllen : Quentel, 1539. Digitalisierte Ausgabe der Universitäts- und Landesbibliothek Düsseldorf
- Epithaphium für Abt Antonius Grimholt, Abtei Werden, gestorben 13. Juni 1517. - Köln, 1517. - Digitalisierte Ausgabe der Universitäts- und Landesbibliothek Düsseldorf